# 福井県道196号北吾妻武生新停車場線
福井県道196号北吾妻武生新停車場線（ふくいけんどう196ごう きたあずまたけふしんていしゃじょうせん）は福井県越前市内の駅および主要地方道と駅を結ぶ一般県道である。

## 路線データ
- 起点：福井県越前市北吾妻町
- 終点：同市府中三丁目
- 延長：0.3 km

## 道路状況
JR西日本の武生駅と福井鉄道のたけふ新駅を繋ぐ県道である。道路名の「武生新」は県道指定時のたけふ新駅の駅名である。
道路の東側にはアル・プラザ武生店が建つ。

## 接続道路
- 福井県道12号武生停車場線（起点）

## 沿線
- ハピラインふくい線 武生駅
- 福井鉄道福武線たけふ新駅
- アル・プラザ武生店